# Proton Iriz
La Proton Iriz (nome in codice P2-30A) è un'utilitaria a cinque porte prodotta dalla casa automobilistica malese Proton a partire dal 2014.
È stata presentata il 25 settembre 2014 a Proton City dall'ex primo ministro malese Mahathir Mohamad. L'Iriz va a sostituire la Proton Savvy. È alimentata da due motorizzazioni a quattro cilindri, un 1,3 da 95 CV o 1,6 litri da 109 CV.
Nel 2019 la vettura ha subito un primo aggiornamento, seguito poi da un secondo restyling nel 2021.